# Memorial Argo Manfredini 2006
Il Memorial Argo Manfredini 2006 è stato un torneo di tennis facente parte della categoria ATP Challenger Series nell'ambito dell'ATP Challenger Series 2006. Il torneo si è giocato a Sassuolo in Italia dal 5 all'11 giugno 2006 su campi in terra rossa.

## Vincitori

### Singolare
Frederico Gil ha battuto in finale  Gorka Fraile con il punteggio di 6–3, 7–5

### Doppio
Francesco Aldi /  Tomas Tenconi hanno battuto in finale  Pablo Andújar /  Leonardo Azzaro con il punteggio di 6–0, 6–1